# Formóssovo
Formóssovo (en rus: Формосово) és un poble de l'óblast de Saràtov, a Rússia, segons el cens del 2010 tenia 11 habitants. Pertany al districte municipal de Saràtov.